# オール・モッド・コンズ
オール・モッド・コンズ (All Mod Cons) はイギリスのバンド、ザ・ジャムの1978年のアルバム。アメリカでは1979年に、「ビリー・ハント」を「バタフライ・コレクター」に入れ替えて発売された。
評論家からは絶賛を受け、2作目の『ザ・モダン・ワールド』と比べると商業的にも大成功した。シングルカットされた「チューブ・ステイション」も全英チャート15位と、アルバム未収録の「オール・アラウンド・ザ・ワールド」以来のヒットとなり、バンドの成功した曲の1曲となる。2000年にQ誌はこのアルバムを「イギリスの最も偉大な100のアルバム」の50位に位置付けた。

## 概要
バンドの3作目となるこのアルバムは、先の2枚を支えていたまっすぐなモッズ/パンクから、バンドの後の芸術的試行への移行が窺える。1960年代のイギリスポップシーン、特にキンクスの影響がアルバムの底流に強く流れている。キンクスの曲「デイヴィッド・ワッツ」をカヴァーしていることからも、これは明らかである。
「チューブ・ステイション」は、家路を急ぐ若い男が地下鉄駅で極右の暴漢に殴り殺される、という内容の、1人称の物語である。
「オール・モッド・コンズ」の詞は商業的な成功をおさめないと名声が失われるという事実に対するウェラーの戦いをあらわす。2作目の『ザ・モダン・ワールド』がデビュー作のようには成功せず、彼は苦しみの中にあった。詞の中で、うまくいっている時には寄ってくるが、そうでなくなった途端に去る気まぐれな民衆を非難する。"all mod cons" は "all modern conveniences" （近代設備完備）の略で、イギリスの住宅広告で使われていた慣用句である。このタイトルはバンドがモッズ・リヴァイヴァルの一端であることから "mod" をもじって付けられた。

## 収録曲
特記無い限り、全曲ポール・ウェラー作。
サイド1:
1. オール・モッド・コンズ (All Mod Cons) - 1分20秒
2. トゥ・ビー・サムワン (To Be Someone (Didn't We Have a Nice Time)) - 2分32秒
3. ミスター・クリーン (Mr. Clean) - 3分29秒
4. デイヴィッド・ワッツ (David Watts)（レイ・デイヴィス） - 2分56秒
5. イングリッシュ・ローズ (English Rose)" - 2分51秒 ※
6. イン・ザ・クラウド (In the Crowd) - 5分40秒

サイド2:
1. ビリー・ハント (Billy Hunt) - 3分1秒（イギリス盤）
バタフライ・コレクター (The Butterfly Collector) - 3分11秒（アメリカ盤）
2. イッツ・トゥ・バッド (It's Too Bad) - 2分39秒
3. フライ (Fly) - 3分22秒
4. ザ・プレイス・アイ・ラヴ (The Place I Love) - 2分54秒
5. バクダンさわぎ ('A' Bomb in Wardour Street) - 2分37秒
6. チューブ・ステイション (Down in the Tube Station at Midnight) - 4分43秒

※「イングリッシュ・ローズ」はウェラーの個人的な内容のため、オリジナルLP盤にはタイトルも歌詞も記載されていない。

## デラックス・エディション
2006年6月5日に2枚組（CD+DVD）で再発売された。

### CD
1. オール・モッド・コンズ (All Mod Cons) - 1分20秒
2. トゥ・ビー・サムワン (To Be Someone (Didn't We Have a Nice Time)) - 2分32秒
3. ミスター・クリーン (Mr. Clean) - 3分29秒
4. デイヴィッド・ワッツ (David Watts) - 2分56秒
5. イングリッシュ・ローズ (English Rose)"* - 2分51秒
6. イン・ザ・クラウド (In the Crowd) - 5分40秒
7. ビリー・ハント (Billy Hunt) - 3分1秒
8. イッツ・トゥ・バッド (It's Too Bad) - 2分39秒
9. フライ (Fly) - 3分22秒
10. ザ・プレイス・アイ・ラヴ (The Place I Love) - 2分54秒
11. バクダンさわぎ ('A' Bomb in Wardour Street) - 2分37秒
12. チューブ・ステイション (Down in the Tube Station at Midnight) - 4分43秒
13. ニュース・オブ・ザ・ワールド (News of the World)（シングル）
14. アンティーズ&アンクルズ (Aunties and Uncles)（B面曲）
15. イノセントマン (Innocent Man)（B面曲）
16. チューブ・ステイション（シングル・ヴァージョン）
17. ソー・サッド・アバウト・アス (So Sad About Us)（B面曲）
18. ザ・ナイト (The Night) (B面曲)
19. ソー・サッド・アバウト・アス（デモ）
20. ワールズ・アパート (Worlds Apart) (デモ)
21. イッツ・トゥ・バッド（デモ）
22. トゥ・ビー・サムワン（デモ）
23. デイヴィッド・ワッツ（デモ）
24. ビリー・ハント（オルタネイト・ヴァージョン）
25. ミスター・クリーン（デモ）
26. フライ（デモ）

### DVD
- 「メイキング・オヴ・オール・モッド・コンズ」 - ドキュメンタリー